# Света новомученица Босиљка Пасјанска
Света новомученица Босиљка Пасјанска, рођена као Босиљка Рајчић (Пасјане, код Гњилана — Депце, код Прешева) јесте светитељка Српске православне цркве коју су отели Арнаути, а након тога убили јер је одбила да се поарбанаси.

## Житије
Босиљка Рајчић рођена је у Пасјану код Гњилана, живела је у 19. веку. Породица Рајчић је пореклом из околине Крагујевца, одакле се преселила близу Куманова, а затим настанила у Пасјану код Гњилана у 18. веку. Босиљка се одликовала кротком нарави, искреношћу, трудољубљем и послушношћу. Од малих ногу помагала је својој породици у кућним пословима и пословима око стоке, браћи и оцу на пољским радовима и око огрева за зиму.
Када је напунила 17 година, родитељи су је из села први пут повели у Гњилане, на Ивањдан, када се у граду скупља народ из свих околних села.
Због своје лепоте, Босиљка није остала незапажена, па је убрзо привукла пажњу Арнаута из Депца, који ју дуго пратио и вребао прилику да је отме. У јесен, Босиљка се заједно са оцем и братом упутила у шуму код Белог камена, на Стружинама, далеко изнад села. Тројица Арнаута су искористили прилику, уграбили девојку и одвукли је према Карадаку, пуцајући све време на њеног оца и брата.
Босиљкина породица и родбина, заједно са свештеником из Пасјана је неколико дана код турских власти у Гњилану покушавала да докаже да је млада Босиљка отета. Због своје наклоњености према Арнаутима, турске власти су отезали истрагу, верујући да ће се девојка помирити са тренутном ситуацијом.
У дому Арнаута, Босиљка је свакодневно била изложена увредама и уценама да прими ислам и да се уда за отмичара. Непрестано су је убеђивали, нису јој дозволили да спава нити да једе или пије. Упркос свему, Босиљка је одолевала свим искушењима, а губећи стрпљење, њен отмичар је још више мучио тако што јој је секао косу, пржио табане, газио и тукао по лицу и слабинама.
Након неуспешних убеђивања, Арнаути су Босиљки довели старију потурчену Српкињу, муслиманског имена, која ју је наговарала да прими ислам и спасе себе и своју породицу. Босиљка је остала истог става, рекавши:
„Ја своју веру имам. Не треба ми боља, јер је нема. А што се тиче удаје, ја сам већ заручена, ја имам свог заручника.“
Након тога, жена која ју је убеђивала да прихвати ислам и уда се за свог отмичара, покушала је још једном да убеди девојку да попусти и тако спаси свој живот, на шта јој је Босиљка одговорила:
„Христос је мој изабраник. Ја само њему припадам, ником другом. Ја се не одричем мога бога и моје свете вере, као ти, коју жалим. Тако се не спасава душа, већ се губи.“
Уследила су нова мучења, облачење у димије и навлачење зара на лице, које је Босиљка цепала са себе. Понижен и посустао, њен отмичар је одлучио да погуби девојку. Позвао је двојицу својих рођака, са којима је изнемоглу девојку одвукао коњем до реке Лапушнице, где су је изболи ножевима, а након тога јој комадали тело.
Након страдања турске власти су дозволиле Босиљкиној родбини и осталим Пасјанцима да сахране девојку, поред старе цркве, а касније приликом обнове, њени посмртни остаци узидани су у цркву Светог Преображења у Пасјану.

## Канонизација
Свети архијерејски сабор Српске православне цркве је на заседању 3. маја 2018. године одлучио да у књиге светих уврсти Свету новомученицу Босиљку Пасјанску у крипти храма Светог Саве у Београду. Свечано литургијско прослављене Свете новомученице Босиљке Пасјанске обављено је на дан спаљивања моштију Светог Саве, на Светој саборној литургији, коју је предводио патријарх српски Иринеј.
По одлуци Светог архијерејског сабора Српске православне цркве, мученица Босиљка Рајчић празноваће се 13. октобра по грегоријанском, а 26. октобра по јулијанском календару.
У цркви Светог Преображења у Пасјану 20. маја 2018. године одржана је прва литургија поводом канонизовања Босиљке Рајчић у Свету новомученицу Босиљку Пасјанску. Литургију је служио епископ рашко-призренски и косовско-метохијски Теодосије Шибалић заједно са свештеником и монаштвом, уз појање монахиња из манастира Грачаница.
Предање о подвигу и смрти Босиљке Рајчић и данас живе у Пасјану и Косовском Поморављу, о чему сведоче казивања старијих Пасјана, фрагменти записа прича и путописа, као и фреске непознатих зографа, заједно са фреском Босиљке Рајчић у цркви Светог Преображења у Пасјану.